# St. Peter am Hart
St. Peter am Hart è un comune austriaco di 2 452 abitanti nel distretto di Braunau, in Alta Austria.